# Vousnango
Vousnango (ou Vousnanga) est une localité du département du Guibaré, dans la province du Bam, dans le Centre-Nord, au Burkina Faso. 

## Population
Lors du recensement de 2006, on y a dénombré 2 155 habitants.

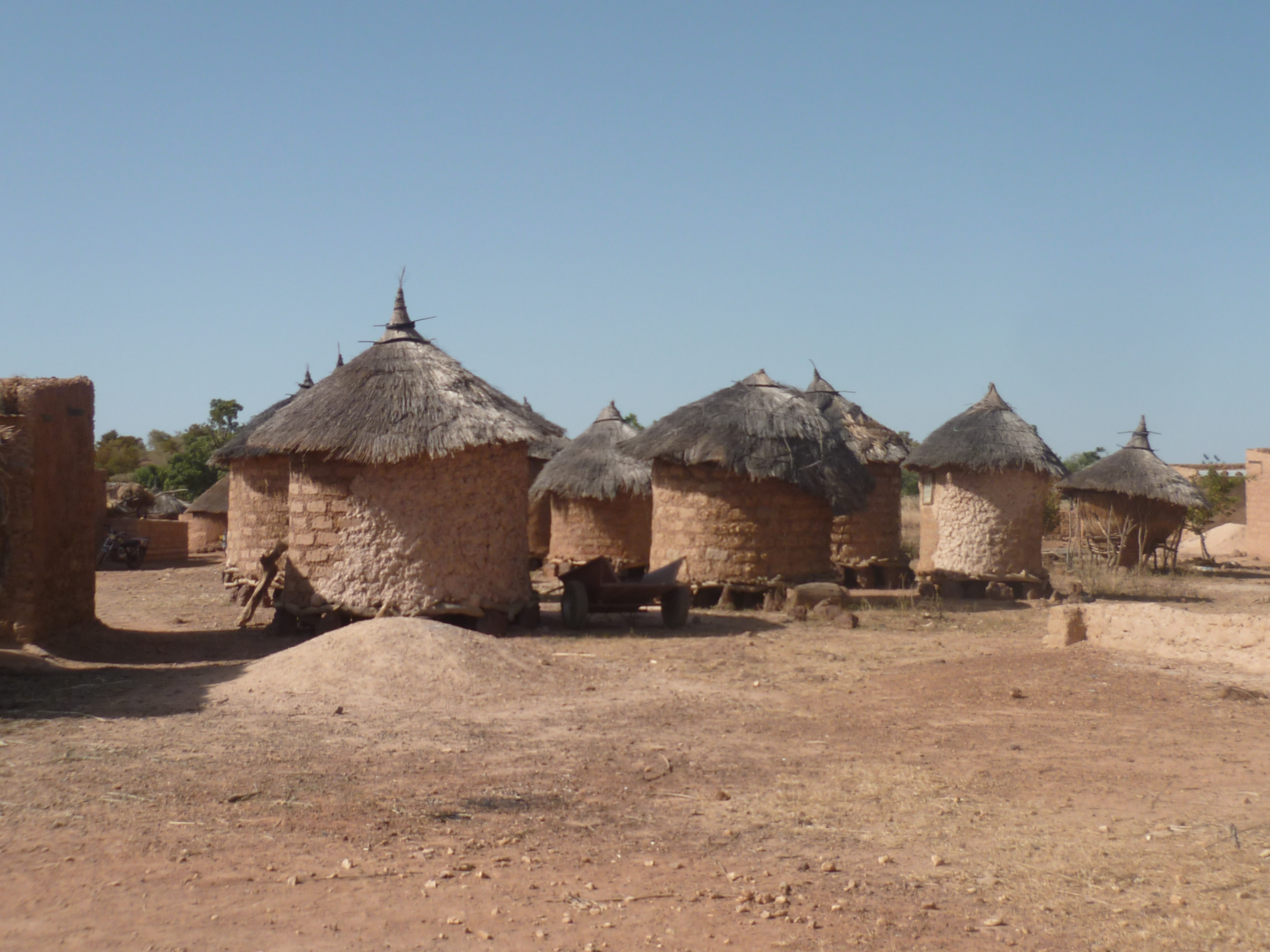
Greniers à grains.
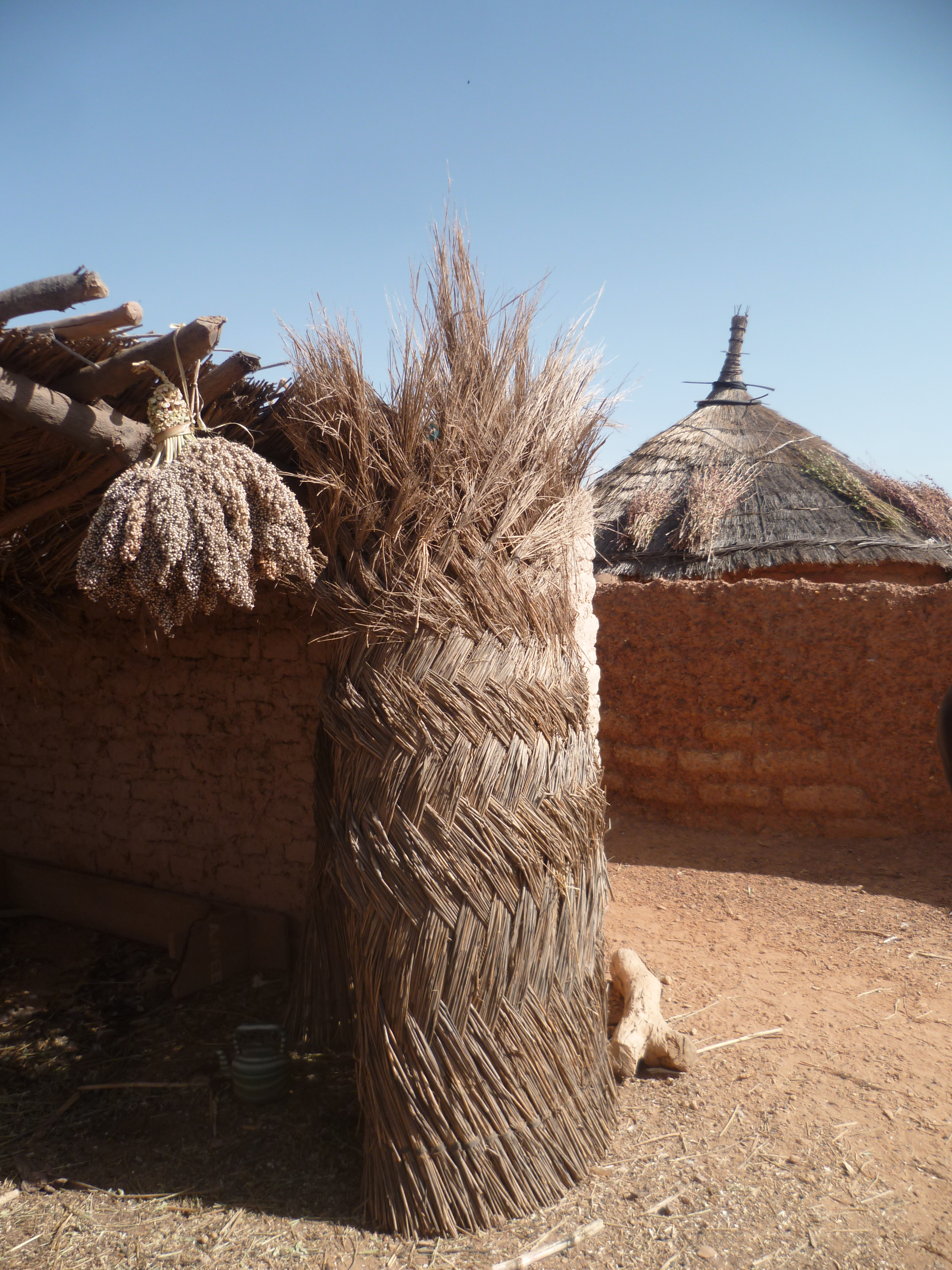
Une rue.
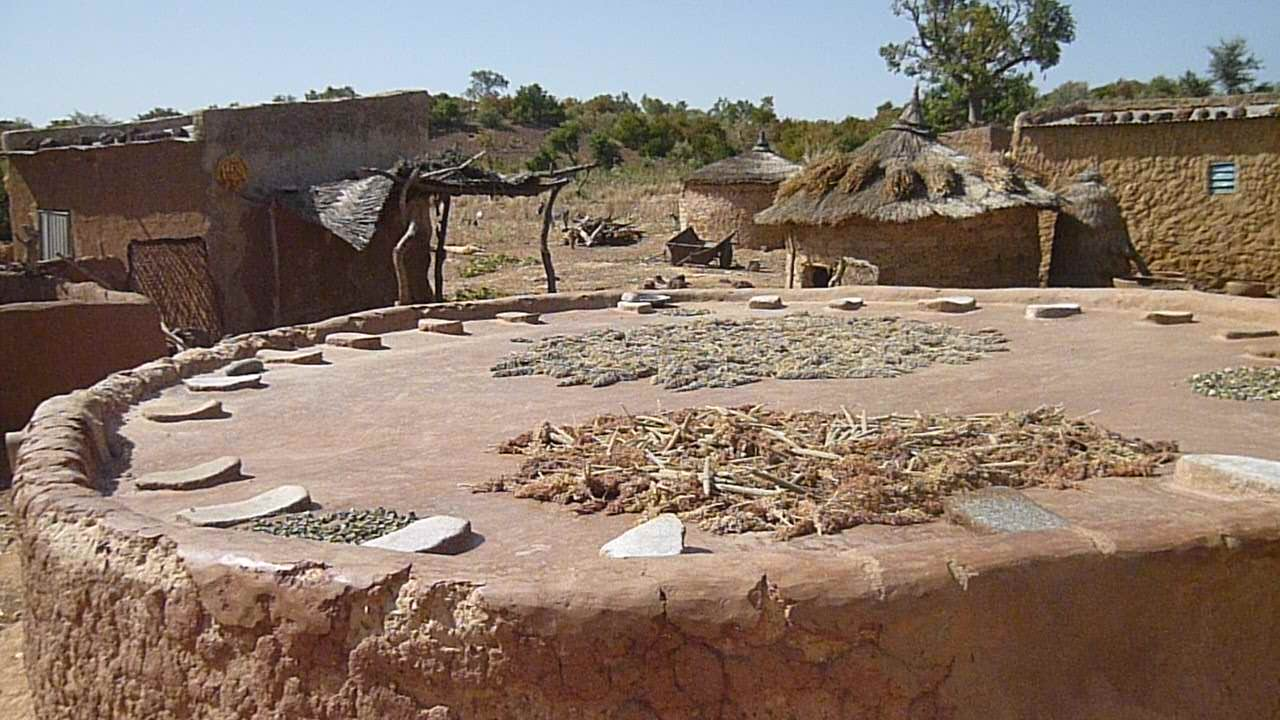
Plan de travail communal du mil.
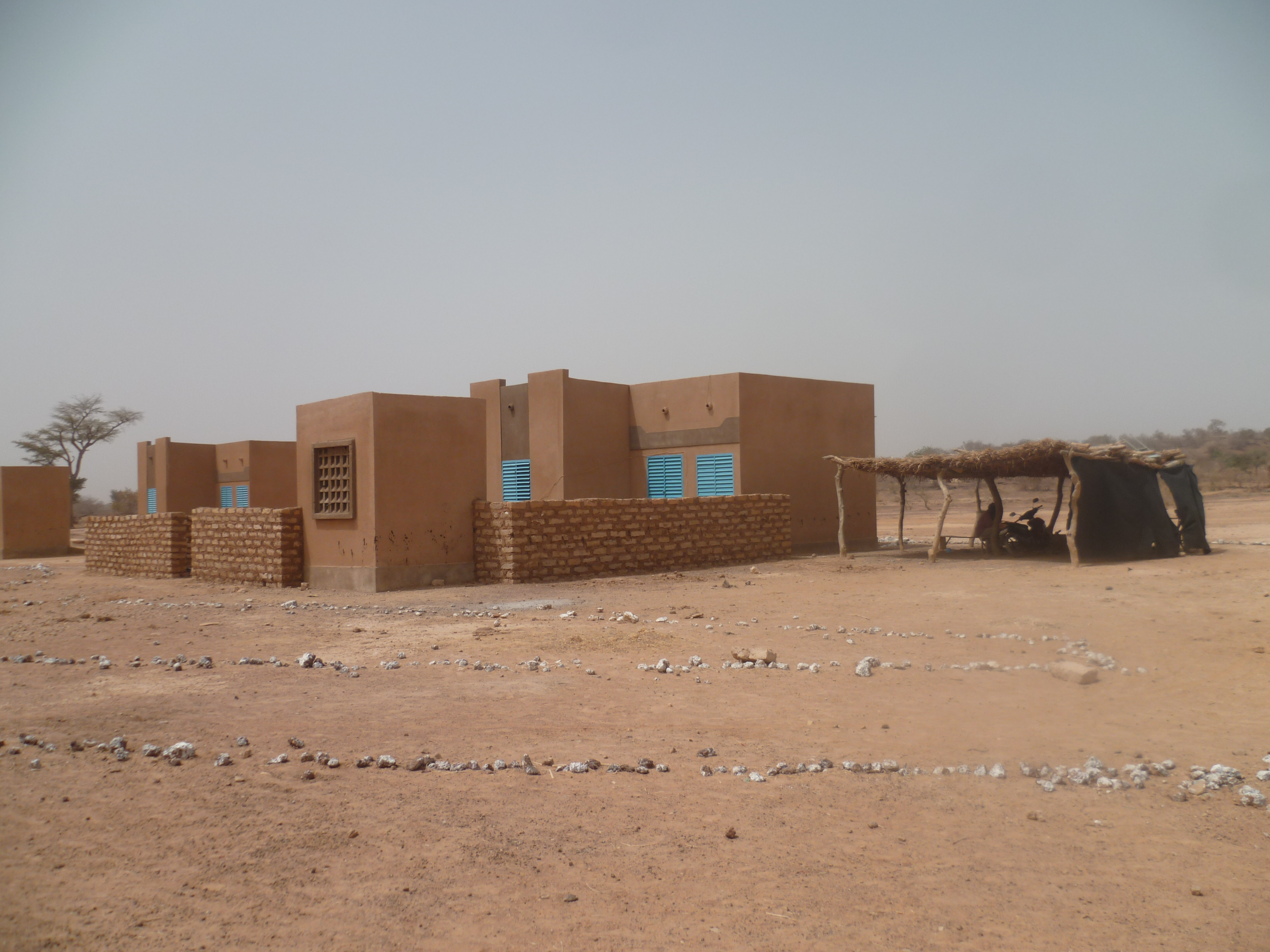
Maisons des instituteurs.